# Gornau
Gornau/Erzgeb. è un comune di 3.970 abitanti della Sassonia, in Germania.
Appartiene al circondario dei Monti Metalliferi (targa ERZ) ed è parte della comunità amministrativa (Verwaltungsgemeinschaft) di Zschopau.